# Pont Amont
De Pont Amont is een brug over de rivier de Seine in de Franse hoofdstad Parijs. Het is de eerste brug die men tegenkomt bij het binnenvaren van de stad.

## Algemeen
De Pont Amont verbindt het 12e en het 13e arrondissement, bij de Quai d'Ivry en de Quai de Bercy. De brug is enkel toegankelijk voor autoverkeer - hij maakt deel uit van de Boulevard Périphérique, de ringweg rondom Parijs.
De brug, geopend in 1969, is met 270 meter de op een na langste van Parijs achter zijn evenknie, de Pont Aval. Feitelijk heeft de brug geen naam, aangezien amont enkel het Franse woord is voor stroomopwaarts, en pas later in gebruik is geraakt om de brug te onderscheiden van de anderen. Hetzelfde geldt voor de Pont Aval aan de andere zijde van de stad: aval betekent stroomafwaarts.
De brug is ontworpen door Jacques Herzog, J.-L. Dambre, A. Long-Depaquit en Rousselin, en is gemaakt van gewapend beton - noodzakelijk vanwege de grote hoeveelheid verkeer die er elke dag overheen rijdt.